# ليندا بورتر (ممثلة)
ليندا بورتر (بالإنجليزية: Linda Porter)‏ هي ممثلة أمريكية، ولدت في 31 يناير 1933 في كليفلاند في الولايات المتحدة، وتوفيت في 25 سبتمبر 2019 بسبب سرطان.

## أعمال

### مسلسلات
- كيف قابلت أمكما

## وصلات خارجية
- ليندا بورتر على موقع IMDb (الإنجليزية)
- ليندا بورتر على موقع روتن توميتوز (الإنجليزية)
- ليندا بورتر على موقع قاعدة بيانات الفيلم (الإنجليزية)